# Пожизненное пэрство
Пожизненное  пэрство в Соединённом королевстве Великобритании и Северной Ирландии — система возведения подданных в дворянство пэрского достоинства, чей титул не может быть унаследован, в отличие от наследственного пэрства. В наше время пожизненные пэры, всегда возводимые в ранг барона, возводятся в соответствии с Актом о пожизненных пэрах 1958 года и дают право их носителям заседать в Палате лордов, если они соответствуют таким требованиям, как возраст и гражданство. Законные дети пожизненного пэра имеют право титуловать себя с приставкой «Достопочтенный», хотя они и не могут наследовать самого пэрства.